# Stefano Ussi

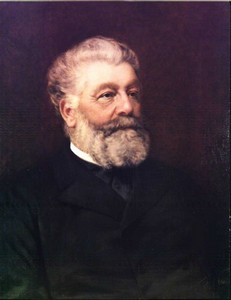
Stefano Ussi, Selbstporträt 1892

Stefano Ussi (* 3. September 1822 in Florenz; † 11. Juli 1901 ebenda) war ein italienischer Landschaftsmaler, Aquarellist sowie Historien- und Porträtmaler, der sich später dem Orientalismus zuwandte.

## Leben
Stefano Ussi erlernte sein Handwerk 1837 bis 1850 – mit zwei Unterbrechungen – an der Florentiner Akademie bei Pietro Benvenuti, Giuseppe Bezzuoli und Enrico Pollastrini (1817–1876). 1838 bis 1840 war er relegiert und 1848 nahm er am Befreiungskrieg gegen die Österreicher teil. In Montanara wurde sein Freiwilligenverband besiegt. In Theresienstadt gefangengehalten, kehrte er 1849 nach Florenz zurück. Für   die Auferweckung des Lazarus erhielt er 1849 einen Ehrenpreis seiner Akademie. In Rom konnte er sich 1854 bis 1856 mit einem Stipendium in seinem Fach weiterbilden. Ab 1859 arbeitete er wieder in Florenz. 

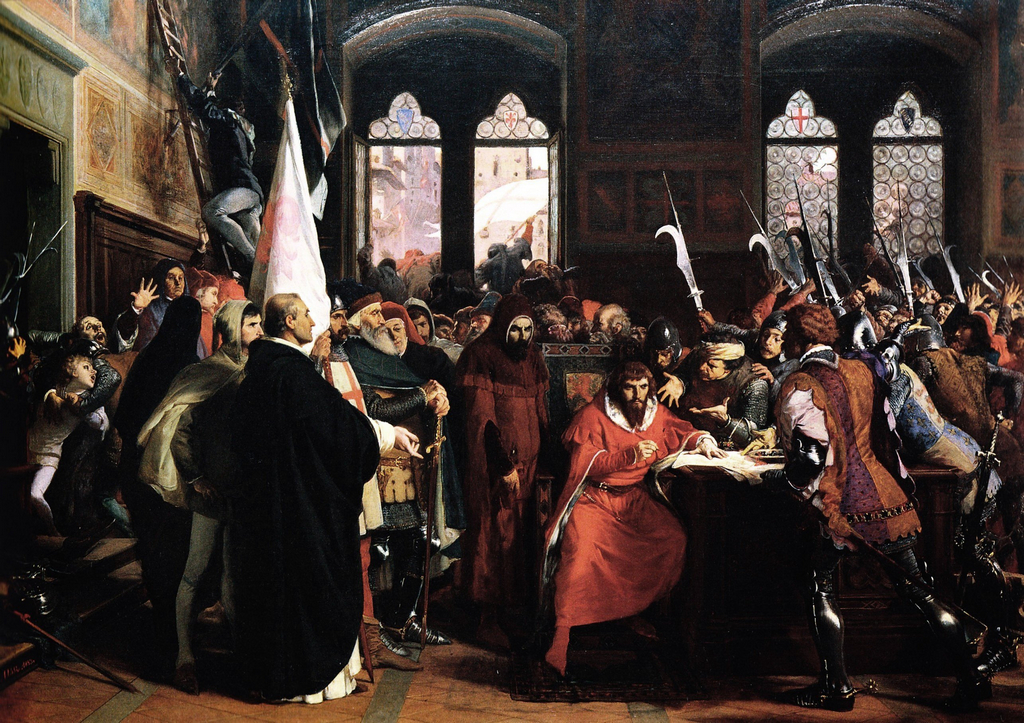
Die Vertreibung des Herzogs von Athen, 1861

Bekannt wurde Stefano Ussi 1861 mit seinem Bild Die Vertreibung des Herzogs von Athen aus Florenz – gemalt nach einer historischen Begebenheit aus dem 14. Jahrhundert. Das Werk wurde 1867 in Paris prämiert. Aufenthalte 1869 in Ägypten sowie 1874 und 1882 in Marokko markierten die künstlerische Hinwendung zum Orientalismus.
Seine Schüler waren Federigo Andreotti (1847–1930), Giovanni Boldini, Domenico Bruschi (1840–1910) und Antonino Gandolfo. 
Seine letzte Ruhe fand Stefano Ussi auf dem Florentiner Cimitero delle Porte Sante.